# Heinrich Nauen
Heinrich Nauen, född 1 juni 1880, död 26 november 1940, var en tysk målare.

## Biografi
Heinrich Nauen utbildades i Düsseldorf och Stuttgart samt i utlandet, särskilt i Paris, där han slöt sig till Paul Cézannes senare konst och även tog intryck av Henri Matisse. 1912 medverkade han vid Sonderbunds internationella konstutställning i Köln. 1921 blev han professor vid konstakademin i Düsseldorf, där Heinrich Campendonk, Paul Klee och Otto Dix också undervisade. Nauens konst avsåg att uttrycka en förädlad verklighet i klara färgplan, utan en naturalistisk skuggning eller perspektiv. Sin berömmelse fick han först genom stora väggmålningar i slottet Drove nära Köln 1912-14. Nauen utförde senare porträtt, stilleben och landskap och finns representerad på de flesta större museer, särskilt i Tyskland. Fyra oljemålningar av Nauen beslagtogs i juli 1937 från olika tyska museer. Alla visades på den avsiktligt nedsättande utställningen Entartete Kunst samma år. Ett porträtt av Alfred Flechtheim noterades som "utplånat" efteråt, medan de tre andra målningarnas öde beskrivs som "okänt". Upphovsmannen själv lämnade samtidigt sin tjänst som professor i måleri och gick i en förtida pension. Han flyttade till Kalkar med sin hustru och dog ett par år senare i magcancer. Hans gravvård utfördes av Joseph Beuys efter ett utkast av Ewald Mataré.

## Galleri

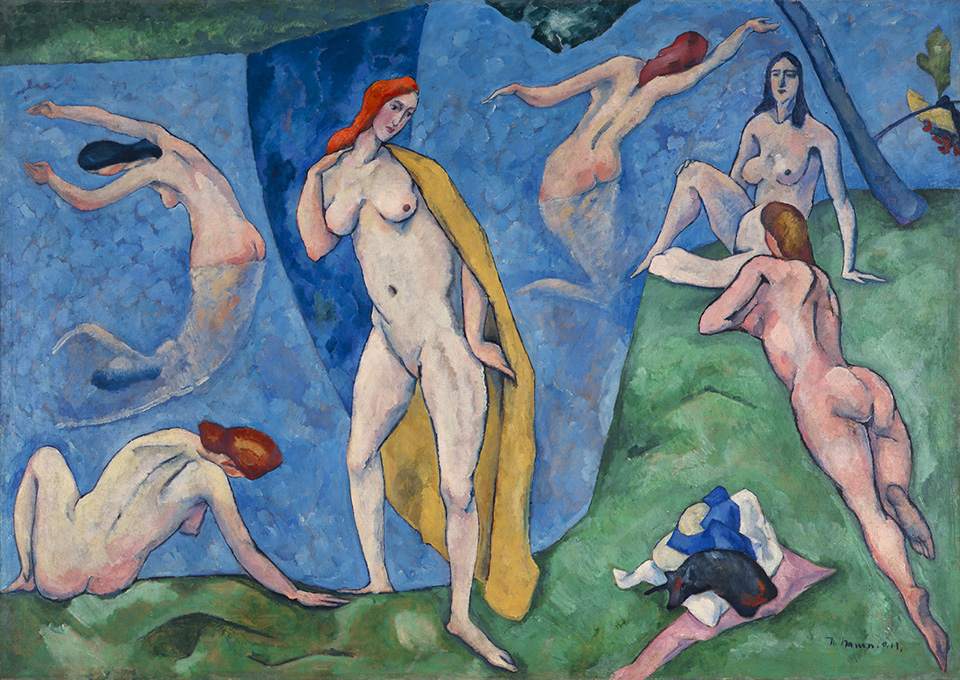
Badende Frauen / Badande kvinnor (1912-13), väggmålning ur en bildcykel utförd i 1700-talsborgen Burg Drove i Kreuzau (tillhör konstmuseerna i Krefeld).